# Георги Цинцаров
Георги Апостолов Цинцаров – Цинцара е български търговец.

## Биография
Цинцаров наследява Кордопуловата къща в Мелник след смъртта на последния представител на фамилията Кордопулос – Манолис Кордопулос, който е убит от напускащите града турци през 1912 година или според записките на Петър Петров е избягал в Гърция. Преди това Цинцаров е слуга в къщата, а след това се жени за една от слугините – българката Агнеса, и завладява имота. Двамата с Агнеса не са имали деца и осиновяват племенника си Гавраил, който е бащата на Никола Паспалев, наследил къщата.
В дневниците на Богдан Филов от 1916 година той описва в записките си Мелник 4 години след смъртта/бягството на Манолис Кордопулос така:
| „ | Къщата е правена в 1758 година, обаче не е много солидна и не е интересна като постройка. Сегашният владетел бил по-рано слуга в същата къща, оженил се за една слугиня българка и завладял имота, след като притежателят му грък избягал във време на войната през 1913 г. | “ |